# چخووو (استان لهستان بزرگ‌تر)
چخووو (به لهستانی:  Czechowo) یک روستا در لهستان است که در گمینا نگخانووو واقع شده‌است.